# Alcis papuensis
Alcis papuensis är en fjärilsart som beskrevs av W. Warren 1903. Alcis papuensis ingår i släktet Alcis och familjen mätare. Inga underarter finns listade i Catalogue of Life.